# Polystichum machaerophyllum
Polystichum machaerophyllum là một loài dương xỉ trong họ Dryopteridaceae. Loài này được Sloss. mô tả khoa học đầu tiên năm 1913.
Danh pháp khoa học của loài này chưa được làm sáng tỏ. 